# إنجريد ألياجا فرنانديز
إنغريد ياديرا ألياجا فرنانديز (بالإنجليزية: Ingrid Yadira Aliaga Fernández)‏ (من مواليد 15 كانون الأول / ديسمبر 1991) وهي لاعبة شطرنج تحمل لقب سيدة دولية. وهي الفائزة بست مرات في بطولة الشطرنج للسيدات في بيرو، ومثلت بيرو في خمس أولمبياد للشطرنج.

## حياتها
بدأت إنغريد ألياجا في لعب الشطرنج في سن التاسعة. قدمت العديد من المباريات لبطولة الشطرنج الأمريكية عموماً. في عام 2003، في بوغوتا، احتلت المركز الثاني في الفئة العمرية الأقل من 12 سنة. في عام 2006 فازت في الفئة العمرية أقل من 16 سنة. في عام 2008 فازت في الفئة العمرية أقل من 20 سنة. في عام 2009 فازت في الفئة العمرية أقل من 18 عامًا.
فازت إنغريد ببطولة الشطرنج للسيدات في بيرو ست مرات في الأعوام 2007 و 2009 و 2011 و 2012 و 2016 و2017.
في عام 2010، في هاتاي قدمت أول ظهور لها في بطولة العالم للسيدات في لعبة الشطرنج، حيث خسرت في الدور الأول أمام أنطوانتي ستيفانوفا. وفي عام 2012، شاركت مرة أخرى في خانتي-مانسييسك في بطولة العالم للسيدات للشطرنج، حيث خسرت في الدور الأول أمام فيكتوريا تشميليتي.
لعبت لبيرو في خمس أولمبياد الشطرنج (2004، 2006، 2010، 2012 و 2016).
حصلت على شهادة ماجستير المرأة (WFM) في عام 2004، ونتيجة لأدائها في بطولة القارات النسائية 2017 في بوينس آيرس، حصلت على لقب «أستاذ دولي في (الشطرنج)» (WIM) في عام 2018.

## وصلات خارجية
- إنجريد ألياجا فرنانديز على موقع الاتحاد الدولي للشطرنج (الإنجليزية)
- إنجريد ألياجا فرنانديز على موقع مباريات الشطرنج (الإنجليزية)
- إنجريد ألياجا فرنانديز على موقع 365Chess.com (الإنجليزية)
- إنجريد ألياجا فرنانديز على موقع Chesstempo.com (الإنجليزية)
- إنجريد ألياجا فرنانديز سجل أولمبياد الشطرنج للسيدات على موقع OlimpBase.org (الإنجليزية)
- Ingrid Aliaga Fernández chess games at 365Chess.com